# Nanas de la cebolla
Nanas de la cebolla es un poema escrito por Miguel Hernández en 1939, durante la Guerra Civil Española.

## Contexto
Miguel Hernández había sido apresado por el bando sublevado por su apoyo a la Segunda República. Moriría poco después de tuberculosis en la cárcel. Sin embargo, antes de eso, había recibido una carta de su esposa, Josefina Manresa, donde le contaba que ella y su hijo sólo tenían pan y cebolla para alimentarse. Hernández se entristeció con la noticia, y decidió escribir las Nanas de la cebolla, además de una carta donde le explicaba que sólo podía mostrarles su apoyo a través de la poesía.
Miguel Hernández, autor de la Generación del 36, le dedicó estas “canciones de cuna” a su segundo hijo, Manuel Miguel, mientras se encontraba preso en la cárcel de Torrijos (lo que hoy en día es la calle del Conde de Peñalver, esquina con la calle Juan Bravo). Después de que el poeta recibiera una carta de su mujer, donde contaba que solo tenían pan y cebolla para comer, escribió las Nanas de la cebolla, que mandó como respuesta.
Este poema cierra el Cancionero y romancero de ausencias, que el autor empieza en la cárcel, en trozos de papel higiénico, en 1938, y que se publicó en Buenos Aires, Argentina, después de su muerte en Alicante.
El poema está compuesto por seguidillas. Son versos concisos, rápidos y directos, para dar espontaneidad, como si hubiera sido precipitado, sin haberlo meditado demasiado, y captar la atención del lector.

## Contenido
El tema principal es la familia, a la que no puede proteger ni ayudar por estar encarcelado, el desánimo por encontrarse lejos, y por temerse que no volverá a verlos. Además, el poema es un mensaje de ánimo para su hijo, para que siga adelante, ría y tenga esperanza. 
En el texto se pueden diferenciar dos partes:
En la primera, hasta el verso 49, se ve la impotencia por no poder ayudar a su mujer y a su hijo recién nacido, mezclado con ánimos para continuar, a pesar de todo lo que están viviendo.
En la segunda parte, Miguel Hernández anima a su hijo a superarse, a reír y aprovechar la niñez y la vida; le recuerda que a él le está ayudando a seguir adelante.

## Música
- En 1972, el cantautor Joan Manuel Serrat lanza un disco llamado Miguel Hernández, donde musicaliza varios poemas del poeta. Serrat canta, junto con Alberto Cortez las Nanas de la cebolla, musicalizadas por este último.[1][3]

- En 1971, el cantante Enrique Morente edita un disco titulado Homenaje flamenco a Miguel Hernández, en el que se encuentran títulos como las "Nanas de la cebolla